# سرانه
سرانه عبارتی قیدی از لاتین متشکل از per و capita (به معنای سر) است. بنابراین عبارتی به معنای به ازای هر فرد 
است. این عبارت به صورت وسیع در متون پژوهشی علوم اجتماعی و علم آمار استفاده می‌شود. از جمله در آمارهای حکومتی، نمایگرهای اقتصادی و مطالعات محیطی.
این عبارت اغلب در زمینه آمار و به‌جای گفتن به ازای هر نفر استفاده می‌شود. از این کلمه در تنظیم وصیت‌نامه‌ها و برای مشخص کردن سهم برابر هر ذی‌نفع با تقسیم املاک نیز استفاده می‌شود.

## همچنین ببینید
- درآمد سرانه